# Eustomias contiguus
Eustomias contiguus es una especie de pez de la familia Stomiidae en el orden de los Stomiiformes.

## Hábitat
Es un pez de mar y de aguas profundas que vive hasta 320 m de profundidad.

## Distribución geográfica
Se encuentra en el  Atlántico oriental central (34 ° 21'N, 35 ° 22'W).